# Eclipsa de Soare din 15 februarie 2018
O eclipsă parțială de Soare a avut loc la 15 februarie 2018. A fost a 11-a eclipsă parțială de Soare din secolul al XXI-lea.
S-a produs în urmă cu 7 ani, 38 zile.

## Zone de vizibilitate
Eclipsa parțială de Soare din 15 februarie 2018 a fost vizibilă din Antarctica, precum și din Sudul Americii de Sud.

Harta animată a eclipsei din 15 februarie 2018